# الدوري البرازيلي لكرة القدم 1987
الدوري البرازيلي لكرة القدم 1987 هو الموسم رقم 31 في تاريخ الدوري البرازيلي. فاز باللقب نادي سبورت ريسيفه.